# Ewangelicko-Luterański Kościół na Uralu, Syberii i Dalekim Wschodzie
Ewangelicko-Luterański Kościół na Uralu, Syberii i Dalekim Wschodzie (ros. Евангелическо-лютеранская Церковь Урала, Сибири и Дальнего Востока) – kościół luterański w Rosji, członek Unii Kościołów Ewangelicko-Luterańskich w Rosji i Innych Państwach.

## Historia
Od przełomu lat 20. i 30. XX wieku oficjalna działalność w ZSRR ewangelickich związków wyznaniowych była niemożliwa. Duchowni zostali zamordowani lub wygnani, kościoły odebrano. Po ataku Niemiec na ZSRR w 1941 większość osób narodowości niemieckiej zamieszkałych w kraju, którzy stanowili przeważającą liczbę wyznawców kościoła ewangelickiego, wysiedlono na terytorium Syberii. W rezultacie tego część z nich przyłączyła się do baptystów, reszta praktykowała swoją wiarę w tajemnicy. Wobec braku duchownych, rozwinęła się działalność tzw. zborów braterskich (niem. Brüdergemeinden), w których wierni sami prowadzili czynności duszpasterskie. Zbierano się w małych grupach, aby wspólnie modlić się, czytać i rozważać Biblię oraz śpiewać pieśni religijne. Większość tych wspólnot żyła w izolacji i nie utrzymywała kontaktów z innymi tego typu grupami. Część z nich działała jako społeczności zrzeszające osoby należące do różnych denominacji protestanckich (luteranie, baptyści, mennonici, zielonoświątkowcy), które łączył język niemiecki. 
Odbudowa ewangelickich struktur kościelnych i organizacja nowego luterańskiego kościoła rozpoczęła się dopiero po 1989. Do jego powołania doszło w 1992, kiedy to Synod w Omsku wybrał na superintendenta ks. Nikolausa Schneidera. W 1993 kościół objął swym zasięgiem ponad 200 zborów i grup wiernych, jednak w kolejnych latach, na skutek emigracji Niemców, liczba wiernych znacznie się zmniejszyła.

## Struktura
Zrzesza około 4000 wiernych w 144 zborach, wchodzących w skład trzech diecezji:
- diecezja wschodnio i zachodniosyberyjska - z siedzibą w Omsku, obejmuje swoim zasięgiem  Chakasję, obwód omski, obwód kemerowski, obwód irkucki, obwód nowosybirski, Kraj Ałtajski, Kraj Krasnojarski, Kraj Zabajkalski
- diecezja uralska - z siedzibą w Czelabińsku, obejmuje swoim zasięgiem obwód czelabiński, obwód swierdłowski, obwód tiumeński
- diecezja dalekowschodnia - z siedzibą w Władywostoku, obejmuje swoim zasięgiem obwód magadański, Kraj Chabarowski, Kraj Nadmorski

W kościele w 2013 pracowało 17 księży oraz ponad stu kaznodziejów. Stanowisko biskupa kościoła pełni od 2017 ks. Alexander Scheiermann, jego siedzibą pozostaje Omsk, gdzie znajduje się Centrum Kościoła. 
Najwyższym organem władzy kościoła jest Synod Regionalny. Jako członek Unii Kościołów Ewangelicko-Luterańskich w Rosji i Innych Państwach, deleguje również przedstawicieli na Synod Unii.

## Współpraca międzynarodowa
Kościół posiada partnerskie relacje z Ewangelicko-Luterańskim Kościołem Krajowym Hanoweru, współpracuje organizacjami Evangelisch-lutherisches Missionswerk z Hermannsburga i Liebenzeller Mission z Bad Liebenzell, a także zborami Kościoła Ewangelicko-Luterańskiego w Ameryce.